# Polyt I/II
Polyt I/II var et ensædet, højvinget og åbent svævefly, afstøttet med barduner og udviklet til skolebrug af Polyteknisk Flyvegruppe.  Polyt I var prototypen, og fik designationen 'II' efter nogen ændringer. Flyets udvikling foregik i løbet af den tyske besættelse af Danmark under 2. verdenskrig.
På trods af det beskedne styktal, dannede tankerne bag flyet skole. Efterkrigstidens 2G er et eksempel på dette: byg selv, byg billigt, byg med de forhåndenværende materialer.

## Design og udvikling
Datidens mest anvendte skolefly, Stamer-Lippisch "Zögling" var forældet, og der måtte ikke nybygges yderligere eksemplarer. Der fandtes en afløser, SG-38, som godtnok havde udmærkede egenskaber til træningsbrug, men som var dyr og vanskelig at bygge for selvbyggere. Som følge blev de udslidte 'Stamere' lappet og repareret mere end godt var.
Medlemmerne af Polyteknisk Flyvegruppe besluttede sig for at konstruere deres eget skolefly. Flyet skulle være simpelt og robust, billigt og lavet af let tilgængelige materialer, være hurtigt at samle og skille ad for transport og opbevaring, have god rorkontrol, gode stallegenskaber og et højt glidetal. Det sidste punkt var, set med nutidens øjne, relativt; en moderne pilot fra Polyteknisk beskrev glidetallet som "...de faldt som en sten." De fleste fly fra denne tid havde et glidetal omkring 8.
Det var også vigtigt at flyet havde en lav egenvægt; det var vanskeligt at skaffe brændstof under krigen, ofte måtte traileren med flyet transporteres af 8-9 mand på cykel, og de fleste starter foregik med gummitov.

## Operationel historie
Polyt I/II var et skolefly, og det gav træning på mere en een måde.
Udviklingen af flyet var en øvelse i flydesign for et hold unge ingeniører - og en øvelse i det fysiske håndværk der indgår. Den praktiske del har formodentligt været ganske nyttig for de i overvejende grad bogligt uddannede ingeniørstuderende.
Flyveuddannelsen var meget forskellig fra den der kendes i dag. Piloter under uddannelse ville bruge megen tid på at sidde på jorden i flyet, med næsen op mod vinden, og balancere flyet: en hjælper ville løfte vingetippen op, give slip og piloten ville holde vingerne vandret ved hjælp af balanceklapperne.
Havde piloten tilstrækkeligt 'tjek' på dette, ville han og flyet blive slæbt med lav fart hen af jorden. Nu skulle piloten - ud over at holde balancen - også sørge for at holde flyet korrekt i længderetningen ved hjælp af sideroret.
Når begge dele var rimeligt indlært, fik eleven lov til sit første lille 'hop': et gummitov, udstrakt i 'V' form ville blive spændt op af 4-6 personer, mens to personer holdt fast i flyets hale. Når de gav slip, ville flyet lette i 4-5 sekunder. Under den meget korte flyvning skulle piloten betjene alle rorflader korrekt. Når piloten viste rimelig kompetence i dette, ville gummitovet blive spændt hårdere, af flere hjælpere, og der kunne opnås flyvninger på omkring 15 sek. varighed.
Til slut ville pilot og fly blive startet mod vinden fra en stejl bakketop. Vinden der blev presset opad af terrænet kunne nu give tilstrækkeligt med opdrift til egentlig flyvning. Under denne kunne instruktøren kun vejlede eleven ved hjælp af flagsignaler fra jorden.
Det siger sig selv at denne form for træning ikke var ideel. Som oftest blev der brugt mere tid i værkstedet med at udbedre skader efter havarier, end der blev brugt på at flyve.

## Varianter
Polyt I
- Den oprindelige model, prototypen, plus en enkelt efterbygning (OY-98/OY-BEX) fra 1946.[4]

Polyt II
- Samme fly efter nogle ændringer, produktionsmodellen

## Operatører
Danmark
- Flyet i civil anvendelse i Danmark, hovedsageligt ved Polyteknisk Flyvegruppe.

## Overlevende fly

### I brug
Der eksisterer p.t. ingen flyvedygtige Polyt I/II.

### Udstillede
OY-55
- Formodentligt prototypen af Polyt I/II, bygget i 1943. Udstillet som museumsfly af Dansk Svæveflyvehistorisk Klub på Svæveflyvecenter Arnborg.[5]

OY-65/OY-AFX
- Bygget 1945. Flyet styrtede 27. Marts 1959 på den daværende flyveplads  i Avedøre. Det er nu udstillet i Danmarks Tekniske Museum, Helsingør.[6]

OY-98/OY-BEX
- Bygget 1946 som Polyt I af Herning Svæveflyveklub. Var udstillet på Danmarks Flymuseum i Stauning, men er August 2016 blevet overdraget til Dansk Svæveflyvehistorisk Klub.[4]

OY-118
- Bygget 1949. Flyet styrtede 1. Juli 1956 i Vandel og udgik af flyregisteret i 1958. Det vides ikke om resterne af flyet er bevaret.[6]

## Specifikationer (Polyt II)
| Besætning:                      | 1 Pilot                  |  |
| Længde:                         | m                        |  |
| Højde:                          |                          |  |
| Spændvidde:                     | 11,07 m                  |  |
| Vingeareal:                     | m²                       |  |
| Vingebelastning:                | kg/m²                    |  |
| Vingeprofil:                    |                          |  |
| Sideforhold:                    |                          |  |
| Bedste glidetal:                | Omkring 8 ved km/t       |  |
| Bedste faldhastighed:           | m/sek ved km/t           |  |
| Stallhastighed:                 | km/t                     |  |
| Max. hastighed spilstart:       | km/t                     |  |
| Max. hastighed flyslæb:         | km/t                     |  |
| Max. hastighed turbulens:       | km/t                     |  |
| Fritfaldshastighed, lodret dyk: | km/t med fuld luftbremse |  |
| Max. hastighed:                 | km/t                     |  |
| g-begrænsning:                  | + / - ved km/t           |  |
| Tomvægt:                        | kg                       |  |
| Max. vægt:                      | kg                       |  |

## Eksterne links
Dansk Svæveflyver Union
Dansk Svæveflyvehistorisk Klub
Polyteknisk Flyvegruppe
Dansk Civilt Flyregister